# Summersville (Virginie-Occidentale)
Pour les articles homonymes, voir Summersville (homonymie).
La ville de Summersville est le siège du comté de Nicholas, situé dans l’État de Virginie-Occidentale, aux États-Unis. Sa population s’élevait à 3 572 habitants lors du recensement de 2010, estimée à 3 322 habitants en 2018.

## Histoire
La ville est nommée en l'honneur de Lewis Summers qui, à l’Assemblée générale de Virginie, a introduit la loi créant le comté de Nicholas.

## Source
- (en) Cet article est partiellement ou en totalité issu de l’article de Wikipédia en anglais intitulé « Summersville, West Virginia » (voir la liste des auteurs).

1. ↑  (en) Kenny Hamill, West Virginia place names, their origin and meaning, including the nomenclature of the streams and mountains, The Place Name Press, 1945 (lire en ligne), p. 612.
2. ↑  (en) « Population and Housing Unit Estimates » (consulté le 4 juin 2019)
3. ↑  (en) « Census of Population and Housing », Census.gov (consulté le 4 juin 2015)